# Jawa 50/555
Jawa 50/555 Pionýr, je malý nekapotovaný jednomístný motocykl lehké konstrukce s jednoválcovým dvoudobým motorem zdvihového objemu 50 cm³ uloženým naležato. Předchůdcem byl typ Jawa 50/550, vyráběný od července 1958 do roku 1962, nástupcem se stal dvoumístný model Jawa 50/05.
Je druhým modelem z vývojové řady, začínající typem pařezem 550 a pokračující dále dvoumístnými typy 05, 20, 21 sport a 23 Mustang.
Přední kolo je zavěšeno na teleskopické vidlici, zadní kolo na vlečné kyvné vidlici odpružené dvěma centrálními pružinami. První prototypové studie byly vyrobeny v pražské Jawě, sériová výroba byla  na Slovensku v Považských strojárňach , stejně jako výroba většiny československých maloobjemových motocyklů. Vyrobeno byl 327 320 kusů, počínaje výrobním číslem 150000. Oproti typu 550 je přepracována zadní část, kde na blatníku je na horní části praktický nosič. Změněn je i přední blatník a motocykl je vybaven tachometrem.

## Verze
- Standard
- De-luxe – navíc mj. chromované ráfky

## Technické parametry

### Motor
- rozvod pístem

### Rám
- svařovaný z ocelových trubek čtvercového průřezu

#### Převody
- řazení nožní pákou na levé straně
- primární převod – poměr 2,43 : 1
- primární převod – válečkový řetěz
- sekundární převod – 4,23:1 (13/55)
- sekundární převod – válečkový řetěz

### Podvozek
- rám svařovaný z ocelových trubek čtyřhranného profilu
- přední vidlice teleskopická bez tlumení
- zadní vidlice kyvná vidlice, odpružení dvěma pružinami

#### Rozměry a hmotnosti
- Světlost 132 mm
- Pohotovostní hmotnost 57 kg
- Suchá hmotnost 54 kg
- Užitečná hmotnost 130 kg

### Výkony
- Maximální rychlost 60 km/h
- Průměrná spotřeba paliva 1,9 litru/100 km
- největší stoupavost 30 %